# Vilamitjana
Vilamitjana o Vilamitjana de la Conca es una villa constituida en entidad municipal descentralizada (EMD) perteneciente actualmente al término municipal de Tremp, en el Pallars Jussá (provincia de Lérida, Cataluña, España). 
Está situada en una posición muy céntrica, dentro de su comarca, a 4 km al sureste de Tremp, en la orilla izquierda del canal de Gavet y sobre una pequeña colina que domina la llanura regada por el río Noguera Pallaresa, en la Conca de Tremp. Ante sí mismo, a poniente y al otro lado del Noguera Pallaresa tiene el pueblo de Palau de Noguera.
El casco antiguo tiene una disposición urbana de villa amurallada, construida encima de una colina que domina la llanura, con las casas formando un cercado accesible por varios portales. El paso del tiempo ha hecho que en la zona más llana del suroeste del cercado de la villa se fuera desarrollando un núcleo más moderno, que llega al lugar por donde se hizo pasar, más modernamente, la carretera.
La villa amurallada estaba dominada por el castillo, que se encontraba en lo alto, cerca de la iglesia de Santa María, en el lugar que aún se conoce con el topónimo del Castillo, donde quedan diversos restos.

## Geografía humana

### Demografía
| Gráfica de evolución demográfica de Vilamitjana entre 1842 y 1970 |
| |
| Población de derecho según los censos de población del INE Población de hecho según los censos de población del INEEntre el censo de 1981 y el anterior, este municipio desaparece porque se integra en el municipio 25234 (Tremp) |

## Lugares de interés
Vilamitjana es conocida por el hallazgo de un importante yacimiento paleontológico de huesos de dinosaurio nombrado: Les Serretes. En dicho yacimiento cabe destacar el dentario de hadrosaurio mayor de Cataluña y segundo mayor de España, y un par de dientes de dinosaurio carnívoro terópodo pertenecientes a nuevas especies.

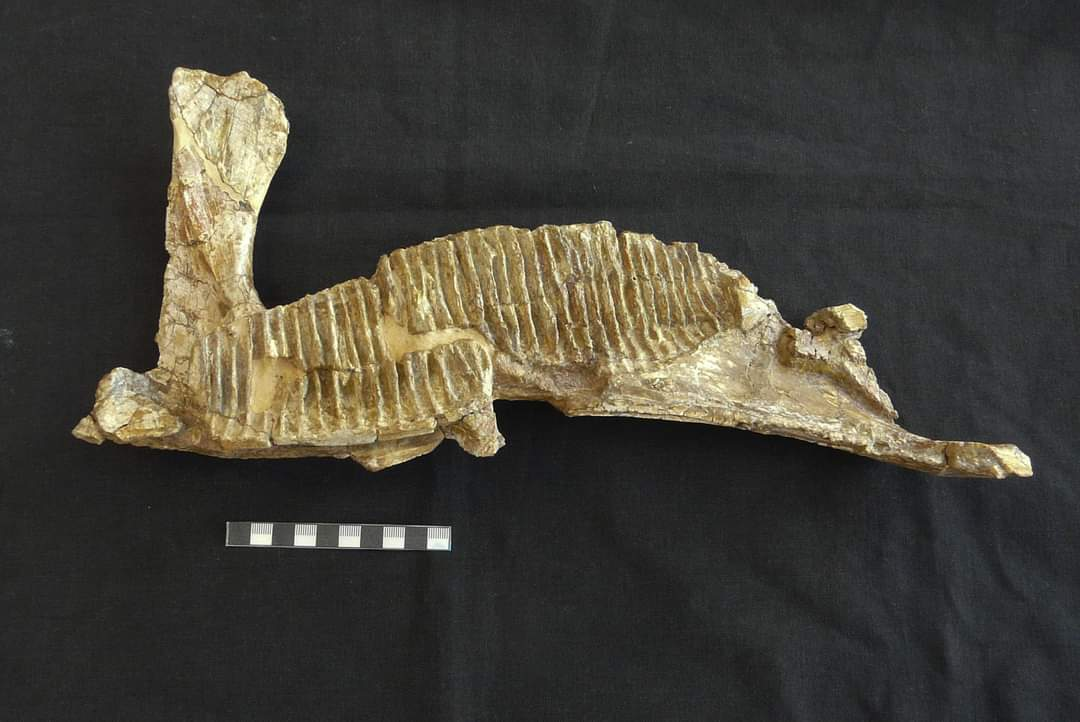
Este dentario de hadrosaurio se puede ver en el Museo de la Conca d'ellà a Isona

## Historia
Vilamitjana está mencionada ya en un documento de 1172, como dominio del obispo de Urgel. Este dominio perduró hasta el siglo XIX.
En 1378 constan 15 casas, que habían pasado a 40 en 1553 (hay que contar una media de 5 habitantes por fuego, o casa). En 1718 ya tenía 220, que habían más que doblado en 1787: 489.
Cuando Pascual Madoz publica, en 1845, su Diccionario geográfico ..., que:

Vilamitjana tenía 61 vecinos (cabezas de familia) y 583 almas (habitantes). Tenía 90 casas, Casa de la Vila y cárcel, y escuela de primeras letras que también debía servir para los niños de Gavet y Fontsagrada, que son citadas entre las poblaciones que ayudan a mantener al maestro. Se hace constar que el clima era sano.

En 1860 vio su momento de máximo crecimiento: 577 habitantes. A partir de ahí comenzó un descenso, como se ve en la información que da la Geografía de Carreras Candi: 217 edificios y 6 de esparcidos, con una población de 407 habitantes de hecho y 429 de derecho.
Este descenso se vio interrumpido por las obras del embalse de San Antonio, ya que fue elegida como lugar de residencia de los empleados de La Canadiense que se encargaban de construir la presa y las centrales. Vilamitjana alcanzaba así los 773 h. en 1930. Acabadas las obras, sin embargo, volvió a bajar el número de habitantes: 399 en 1940, para recuperarse un poco en los inicios de la posguerra: 442, en 1960.
En el transcurso de los últimos cincuenta años se ha producido una remodelación de la villa, ya que ha ido creciendo el barrio de la carretera, y se han ido abandonando algunas de las casas del núcleo antiguo. Actualmente, la imagen que tienen los visitantes de la población de Vilamitjana es el de un pueblo construido a lo largo de la carretera. La villa antigua permanece oculta tras la pantalla de casas a la orilla de la carretera.
A partir de 1960 vino el descenso de población que ha vivido la comarca entera, hasta los 207 habitantes del año 2005.